# Řády, vyznamenání a medaile Havaje

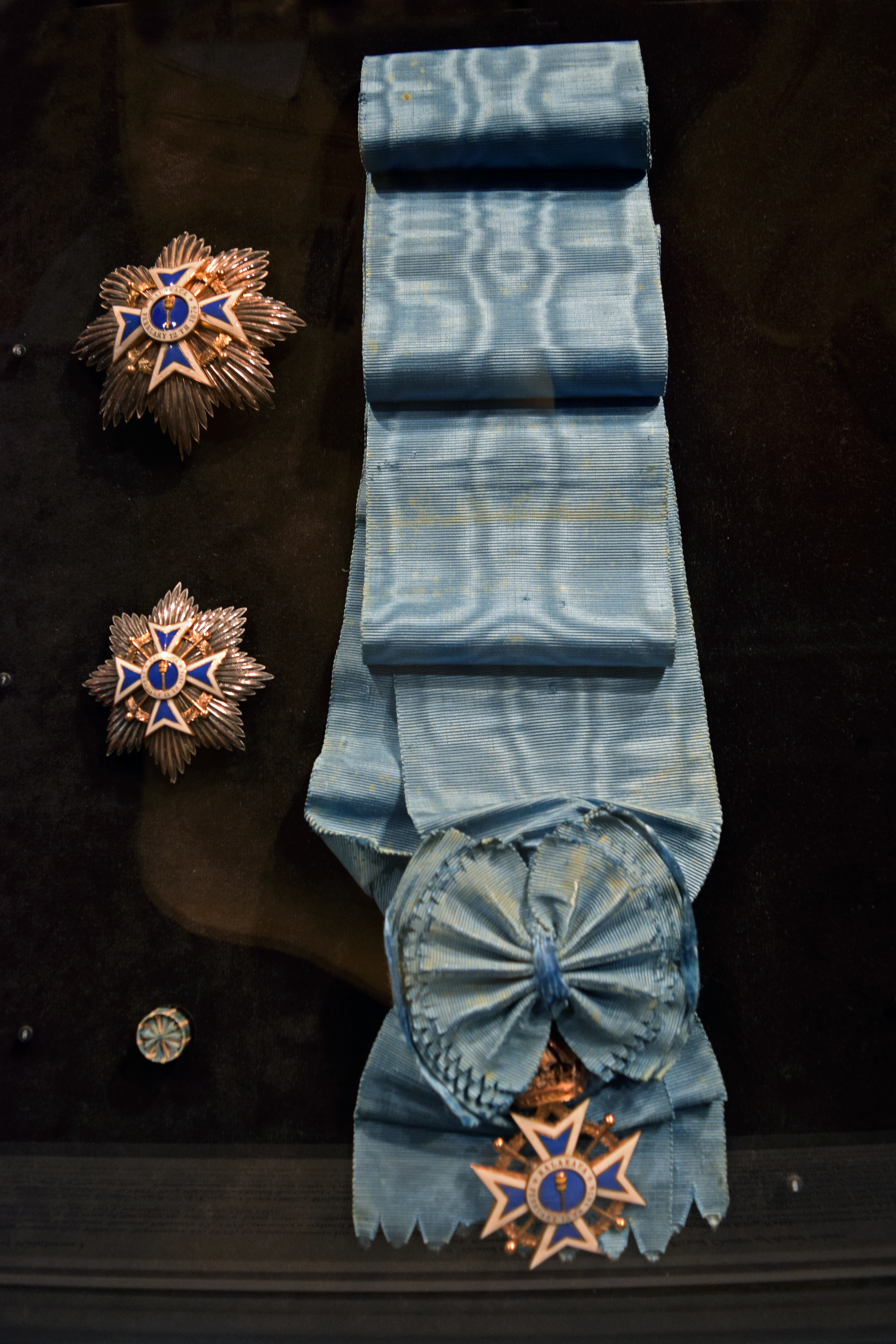
Královský řád Kalākaua

Systém státních vyznamenání Havajského království sestával z řádů a medailí. Po zániku monarchie byla zrušena i vyznamenání z období Havajského království. Stát USA Havaj má vlastní sadu vyznamenání, která jsou udílena havajské národní gardě.

## Havajské království (1795–1893)

### Řády
- Řád Kamehamehy I. (Kamehameha I e Hookanaka) byl založen dne 11. dubna 1865. Udílen byl občanům Havajského království i cizincům za vynikající služby králi a zemi.[1][2]
- Královský řád Kalākaua (Kalākaua I e Hookanaka) založil král Kalākaua dne 28. září 1874 na památku svého nástupu na trůn.[3]
- Královský řád Kapiolani (Kapiʻolani e Hoʻokanaka) byl založen dne 30. srpna 1880. Udílen byl za zásluhy ve vědě a umění a za zvláštní služby království.[4]
- Královský řád havajské koruny (Hawaii Ke Kalaunu e Hookanaka) byl založen v červenci 1848 králem Kamehamehou III. Udílen byl za vynikající služby státu a panovníkovi.[5]
- Královský řád hvězda Oceánie (Ka Hoku o Osiania e Hookanaka) byl založen dne 16. prosince 1886. Udílen byl za odměnu za služby poskytnuté při zvyšování prestiže království mezi domorodými komunitami ostrovů Tichého a Indického oceánu a sousedních kontinentů.[6]
- Královský dynastický dámský řád[7]

### Medaile
- Medaile Davida Kalākaua
- Kříž profesionální kariéry
- Medaile Královské havajské zemědělské společnosti byla založena v 50. letech 19. století.[8]
- Korunovační medaile Kalākaua
- Medaile cesta kolem světa[7]
- Medaile Kalākaua a Kapiolani
- Jubilejní medaile krále Kalākaua

## Havajská republika (1894–1898)
- Medaile havajské národní gardy

## Havaj

### Ocenění udílená národní gardou Havaje
- Havajská medaile cti
- Havajská medaile za statečnost
- Havajský řád za vynikající službu
- Havajská medaile za zásluhy
- Havajská pochvalná medaile
- Havajská služební medaile
- Havajská stuha za aktivní státní službu
- Havajská stuha za federální službu 1968
- Havajská stuha za základní výcvik aktivní služby
- Havajská stuha hurikánu Iniki
- Havajská stuha operace Kokua
- Havajská stuha za nábor